# Pivovar Berounský medvěd
Pivovar Berounský medvěd je soukromý pivovar v Berouně a také název tamního piva. Byl založen v roce 1998 a navazuje na tradici původního měšťanského pivovaru založeného roku 1872. Budova pivovaru se nachází na královodvorském zhlaví železniční stanice Beroun v areálu sběrného dvora v Tyršově ulici. V objektu pivovaru se nachází restaurace, pivo v PET lahvích je možné zakoupit na váze u vjezdu, v prodeji je také lahvové pivo v dárkovém balení nebo pálenka z chmele chmelovice.

## Produkty
V pivovaru je vyráběno několik druhů nefiltrovaného, kvasnicového piva.
- Berounské cyklopivo 8° (světlý ležák)
- Berounský medvěd 11° (světlý ležák)
- Berounský medvěd 13 ° (tmavý nefiltrovaný ležák)
- Berounský Klepáček 14° (světlý speciální ležák)
- Berounský Lord 15° (světlý ležák)
- Berounský Grizzly 18° (polotmavý speciální ležák)
- Pálenka s chmelem (0.35, 0.5, 0.7 a 1.5l)